# Hypercompe galanthis
Hypercompe galanthis är en fjärilsart som beskrevs av Jean Baptiste Boisduval. Hypercompe galanthis ingår i släktet Hypercompe och familjen björnspinnare. Inga underarter finns listade i Catalogue of Life.